# 早田希娜
早田希娜（2000年7月7日—），日本女子桌球運動員，左手持拍，福冈县北九州市戶畑區出身。2019年從希望之丘高中畢業，現效力於日本生命。與平野美宇、伊藤美誠一起被稱為日本女子乒乓球「黃金世代」。在2024年巴黎奧運奪得女子單打銅牌，成為日本史上第二位獲得奧運女單獎牌的乒乓球球員。

## 生平
早田希娜四歲開始打乒乓球，在當地的石田桌球俱樂部進行訓練。在就讀中間市立中間東中學校時曾連續兩年（2013年、2014年）獲得全國中學校桌球大會的冠軍。
2014年在國際桌總職業巡迴賽-智利公開賽成為史上最年少打進決賽的選手，在菲律賓公開賽的八強賽戰勝新加坡選手于夢雨，9月跟平野美宇、伊藤美誠一起參加第二十屆亞洲青少年桌球錦標賽（印度孟買）國中女子團體組，並在決賽打敗中國隊贏得冠軍。
2015年參加全日本桌球錦標賽（青少年組）獲得亞軍。
2016年先後在國際桌總職業巡迴賽-科威特公開賽（U-21）、澳洲公開賽獲得冠軍。同年跟平野美宇、伊藤美誠、加藤美優代表日本參加2016年世界青少年桌球錦標賽，並獲得團體組冠軍。12月參加國際桌總世界巡迴賽總決賽(U-21)並獲得冠軍、雙打部分跟濱本由惟組成搭檔也得到了冠軍。

## 戰績
2013年
- 全國中學校桌球大會 冠軍

2014年
- 全國中學校桌球大會 冠軍
- 國際桌總職業巡迴賽智利公開賽 亞軍
- 亞洲青少年桌球錦標賽（國中團體組） 冠軍

2015年
- 國際桌總職業巡迴賽卡達公開賽（U-21） 亞軍
- 國際桌總職業巡迴賽科威特公開賽（U-21） 冠軍
- 國際桌總職業巡迴賽德國公開賽（U-21） 亞軍
- 全日本桌球錦標賽（青少年組） 亞軍

2016年
- 全國高等學校綜合體育大會桌球競技大會  冠軍
- 國際桌總職業巡迴賽澳洲公開賽  冠軍
- 國際桌總職業巡迴賽澳洲公開賽 (雙打) 亞軍（跟加藤美優搭檔）
- 世界青少年桌球錦標賽 團體冠軍、混雙亞軍（跟松山祐季搭檔）、雙打亞軍（跟加藤美優搭檔）
- 國際桌總世界巡迴賽總決賽（U-21）單打、雙打 冠軍（跟浜本由惟搭檔）

## 世界排名
|        | 1月 | 2月 | 3月 | 4月 | 5月 | 6月 | 7月 | 8月 | 9月 | 10月 | 11月 | 12月 |
| ------ | --- | --- | --- | --- | --- | --- | --- | --- | --- | ---- | ---- | ---- |
| 2014年 |     |     |     |     | 99  | 84  | 86  | 86  | 86  | 84   | 87   | 63   |
| 2015年 | 64  | 63  | 63  | 54  | 50  | 51  | 57  | 63  | 65  | 58   | 59   | 59   |
| 2016年 | 61  | 55  | 58  | 41  | 34  | 37  | 22  | 19  | 19  | 22   | 24   | 24   |
| 2017年 | 23  | 19  | 22  | 21  | 16  | 19  | 29  | 24  | 17  | 15   | 14   | 14   |
| 2018年 | 11  | 14  | 12  | 18  | 15  | 16  | 15  | 16  | 25  | 31   | 30   | 34   |
| 2019年 | 43  | 42  | 37  | 34  | 30  | 35  | 39  | 34  | 29  | 26   | 25   | 24   |
| 2020年 | 23  | 21  | 23  | 29  | 29  | 29  | 29  | 29  | 29  | 29   | 29   | 29   |
| 2021年 | 29  | 29  | 25  | 25  | 25  | 25  | 25  | 26  | 21  | 17   | 17   | 16   |
| 2022年 | 6   | 6   | 6   | 6   | 5   | 6   | 6   | 6   | 5   | 6    | 6    | 6    |
| 2023年 | 5   | 6   | 6   | 8   | 8   | 8   | 8   | 7   | 9   | 4    | 5    | 5    |
| 2024年 | 5   | 5   | 6   | 5   | 5   | 5   | 5   | 5   | 5   | 5    | 6    | 6    |
| 2025年 | 5   | 5   | 6   | 7   | 8   |     |     |     |     |      |      |      |

註：從2021年起，國際乒聯改為每週發布一次排名，此處統計的是每月最後一週的數據。

## 轶事
以前時常在比賽後半段出現體力不支的問題，後來透過改變飲食習慣而改善。
非常憧憬同為左手持拍又是前世界排名第一的選手丁寧。2016年3月的卡達公開賽被丁寧找來當賽前的練習對手，並對早田希娜說了一句「超越我吧」作為鼓勵。

## 爭議

### 特攻和平會館事件
2024年8月13日，早田希娜在接受日媒采访时，称希望参观位于鹿儿岛的知覧特攻和平會館（一间纪念二战时期日本特别攻击队的博物馆），並稱「我想去那里去感受能活著、能打桌球，並不是一件理所當然的事」。早田希娜的言論在中國大陸引發熱議，并引发中国大陆和韩国对其的批评，認爲她是在肯定日军在二战时对中韩两国的入侵行為。
同月14日中国国乒选手孙颖莎和樊振东取消关注其在新浪微博的账号。解放軍報官方微博账号“钧正平工作室”同日发文表示，“推崇这个所谓的‘和平会馆’，对日本的将来绝无好处”，“即将迎来日本无条件投降79周年纪念日，历史的警钟声声作响，必须警惕阴魂不散的军国主义幽灵，防范历史的悲剧重演”。

## 腳注
1. ↑  “希娜”是日语名字「ひな」的中文发音谐音，实际上「ひな」对应的汉字中并不包括“希娜”，但因错译广泛流传，已经成为事实上的中文名字翻译
2. ↑  原文：「生きていること、そして自分が卓球がこうやって当たり前にできていることというのが、当たり前じゃないというのを感じてみたいなと思って、行ってみたいなと思っています。」

## 外部連結
- 早田希娜的Facebook專頁
- 早田希娜的Instagram帳戶
- 早田希娜的X（前Twitter）
- 早田希娜的新浪微博
- 早田希娜 - ITTF
- 石田卓球場 ISHIDA TABLE TENNIS CLUB （页面存档备份，存于）